# Košarka na OI 1984.
Košarka na Olimpijskim igrama u Los Angelesu 1984. godine uključivala je natjecanja u muškoj i ženskoj konkurenciji.

## Osvajači odličja
|       | Zlato | Srebro | Bronca |
| Muški | SAD Steve Alford Leon Wood Patrick Ewing Vernon Fleming Alvin Robertson Michael Jordan Joe Kleine Jon Koncak Wayman Tisdale Chris Mullin Sam Perkins Jeff Turner                                                                               | Španjolska José Manuel Beirán Lozano José Luis Llorente Gento Fernando Arcega Aparte José María Maragall Tauler Andrés Jiménez Fernández Fernando Romay Pereiro Fernando Martín Espina Juan Antonio Corbalán Alfocer Ignacio Solozábal Juan Domingo De La Cruz Juan Manuel López Iturriaga Juan Antonio San Epifanio Ruiz | Jugoslavija Dražen Petrović Aleksandar Petrović Rajko Žižić Andro Knego Nebojša Zorkić Ivan Sunara Sabit Hadžić Dražen Dalipagić Emir Mutapčić Ratko Radovanović Mihovil Nakić Branko Vukičević |
| Žene  | SAD Teresa Edwards Ludi Lea Henry Lynette Woodard Anne Theresa Donovan Catherine La Ora Boswell Cheryl Deann Miller Janice Faye Lawrence Cindy Jo Noble Kimberly Duane Mulkey Denise Marie Curry Pamela Denise McGee Carol Jean Menken-Schaudt | Južna Koreja Yang-Gae Park Eun-Sook Kim Hyung-Sook Lee Kyung-Hee Choi Mi-Ja Lee Kyung-Ja Moon Hwa-Soon Kim Myung-Hee Jeong Young-Hee Kim Jung-A Sung Chan-Sook Park Aei-Young Choi | Kina Yue-Fang Chen Xiao-Qin Li Yan Ba Xiao-Bo Song Chen Qui Jun Wang Li-Juan Xiu Haixia Zheng Xuedi Cong Hui Zhang Qing Liu Yue-Qin Zhang                                                       |

Za reprezentaciju Jugoslavije igrali su ovi hrvatski igrači: Dražen Petrović, Aleksandar Petrović, Andro Knego, Mihovil Nakić, Ivan Sunara i Branko Vukičević, a vodio ih je hrvatski trener Mirko Novosel.